# 道の駅いかりがせき
道の駅いかりがせき（みちのえき いかりがせき）は、青森県平川市碇ヶ関にある国道7号の道の駅である。愛称は津軽「関の庄」。

## 施設
- 駐車場
  - 普通車：123台
  - 大型車：5台
  - 身障者用駐車場：8台
- トイレ 合計46器
  - 身障者用：4器
- 公衆電話：1台
- 農産物直売所（9:00 - 18:00）
- レストラン（10:30 - 20:00）
- 関の庄温泉（8:00 - 20:00）- 大浴場、露天風呂などがある。
- 温泉資料館 - 関の庄温泉の建物に併設されている。
- 文化観光館（9:00 - 20:00）
- 屋内プールゆうえい館（13:00 - 20:00、 土・日・祝日及び学校の夏休み期間 9:30 - 、8月を除く月曜日休業。但し、月曜が祝日と重なる日は翌日休業。）
- 碇ヶ関関所資料館（9:00 - 17:00）- 津軽湯の沢駅近くの国道7号沿いにあった碇ヶ関御関所を移築したもの。
- 交流広場
  - 2020年4月25日から5月10日まで、新型コロナウイルス感染防止の為、トイレと駐車場を除く全施設が休業となる[1]。

### 管理団体
- 平川市

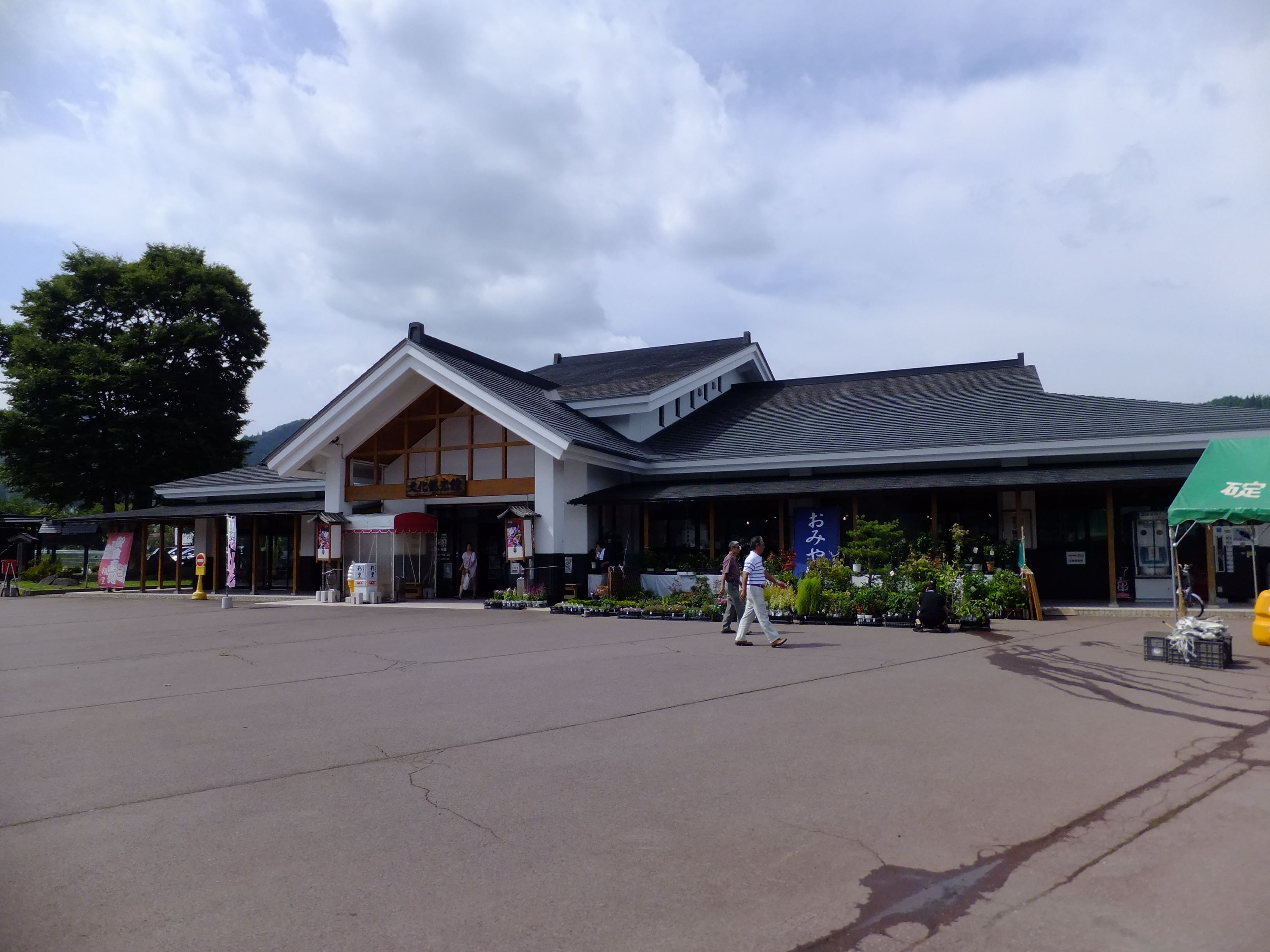
道の駅いかりがせき、文化観光館
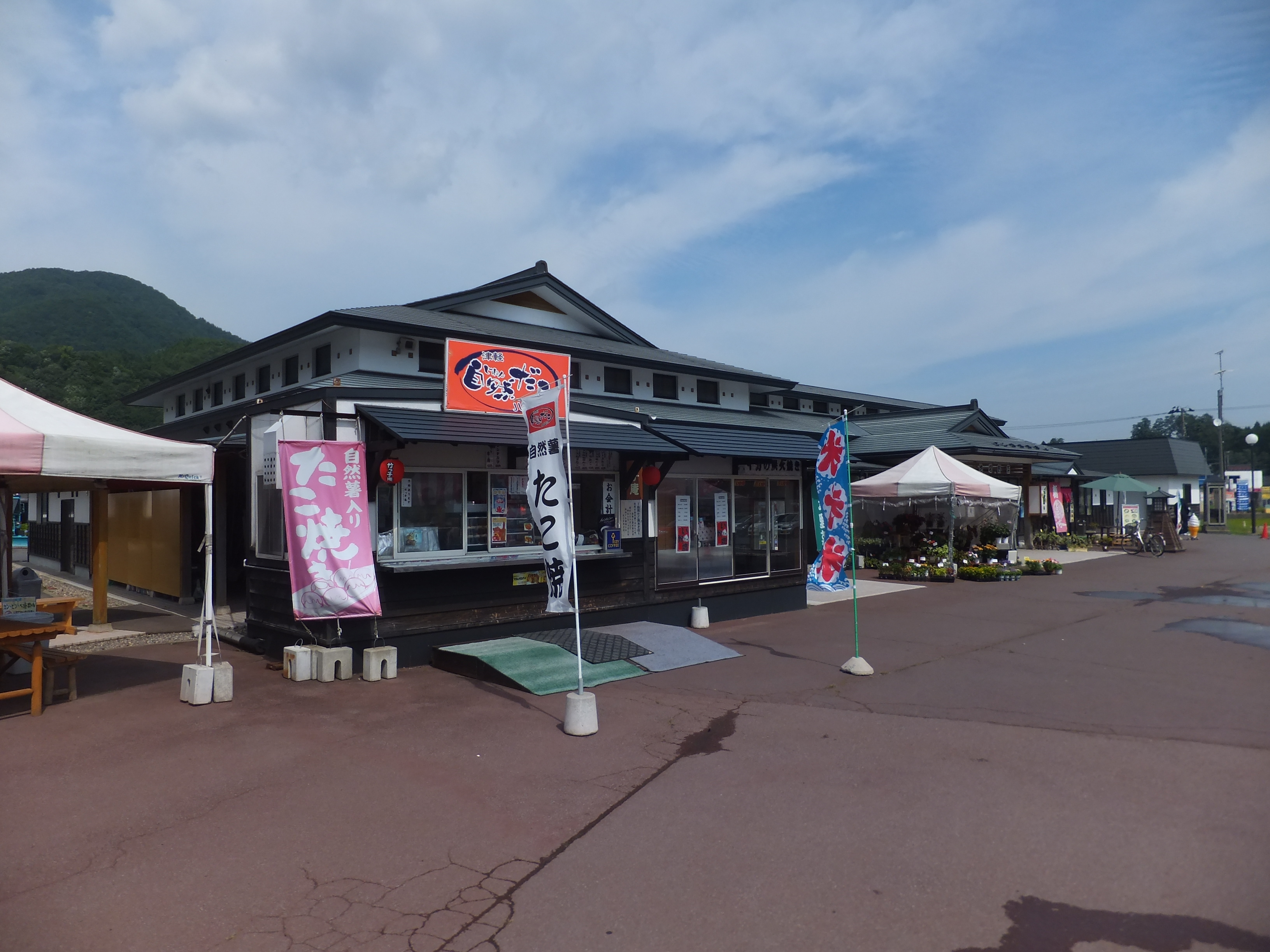
特産品直売所
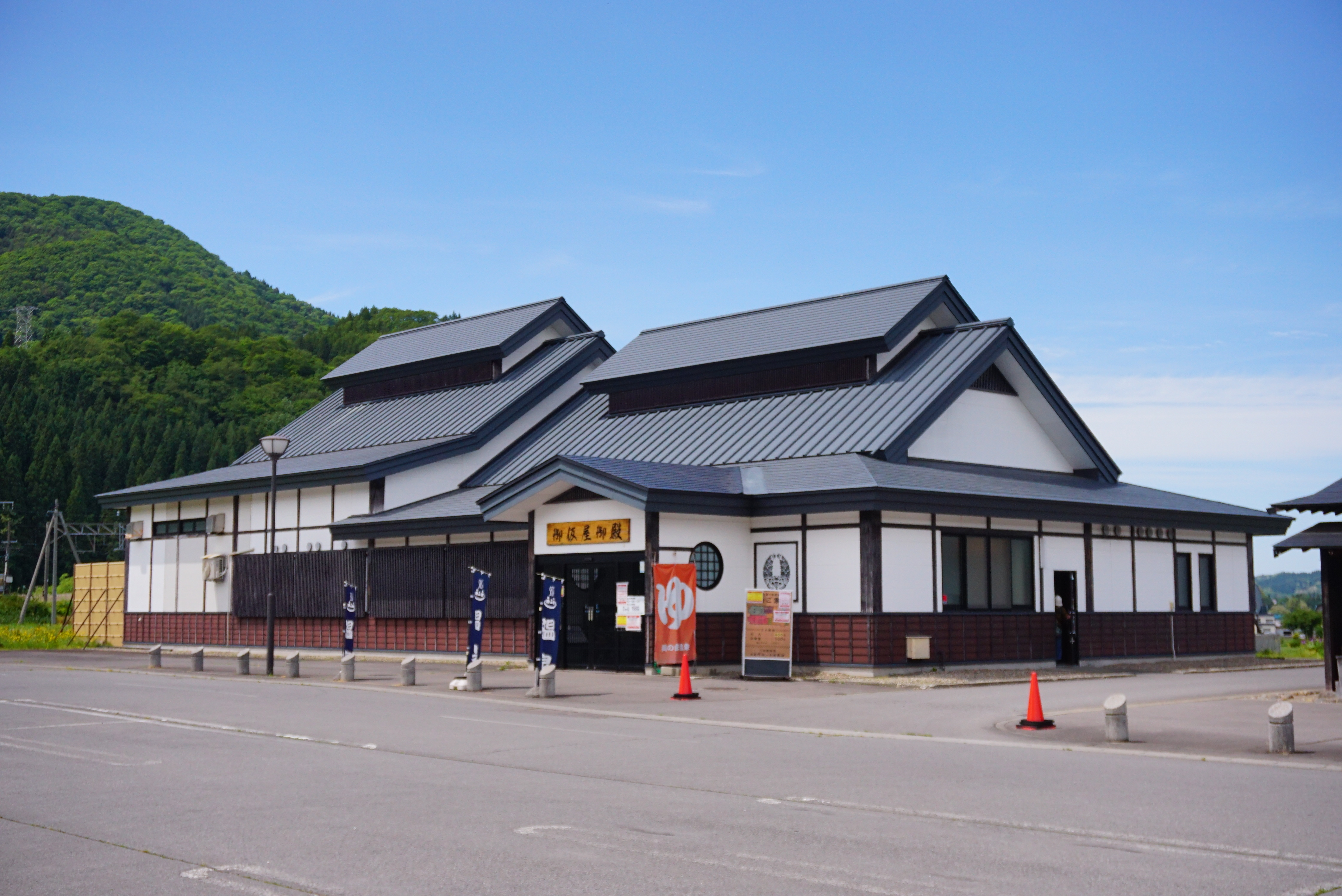
関の庄温泉
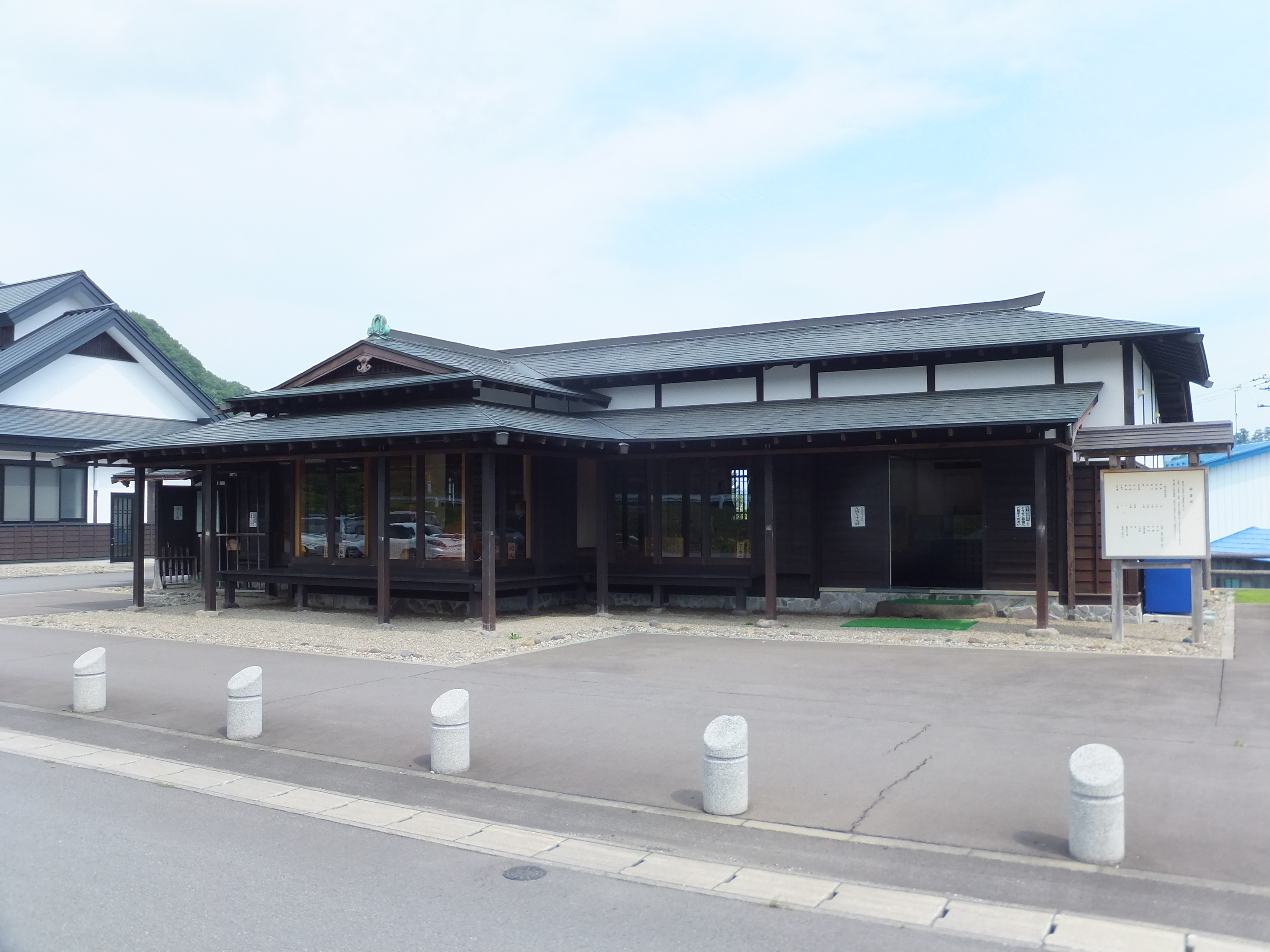
関所資料館
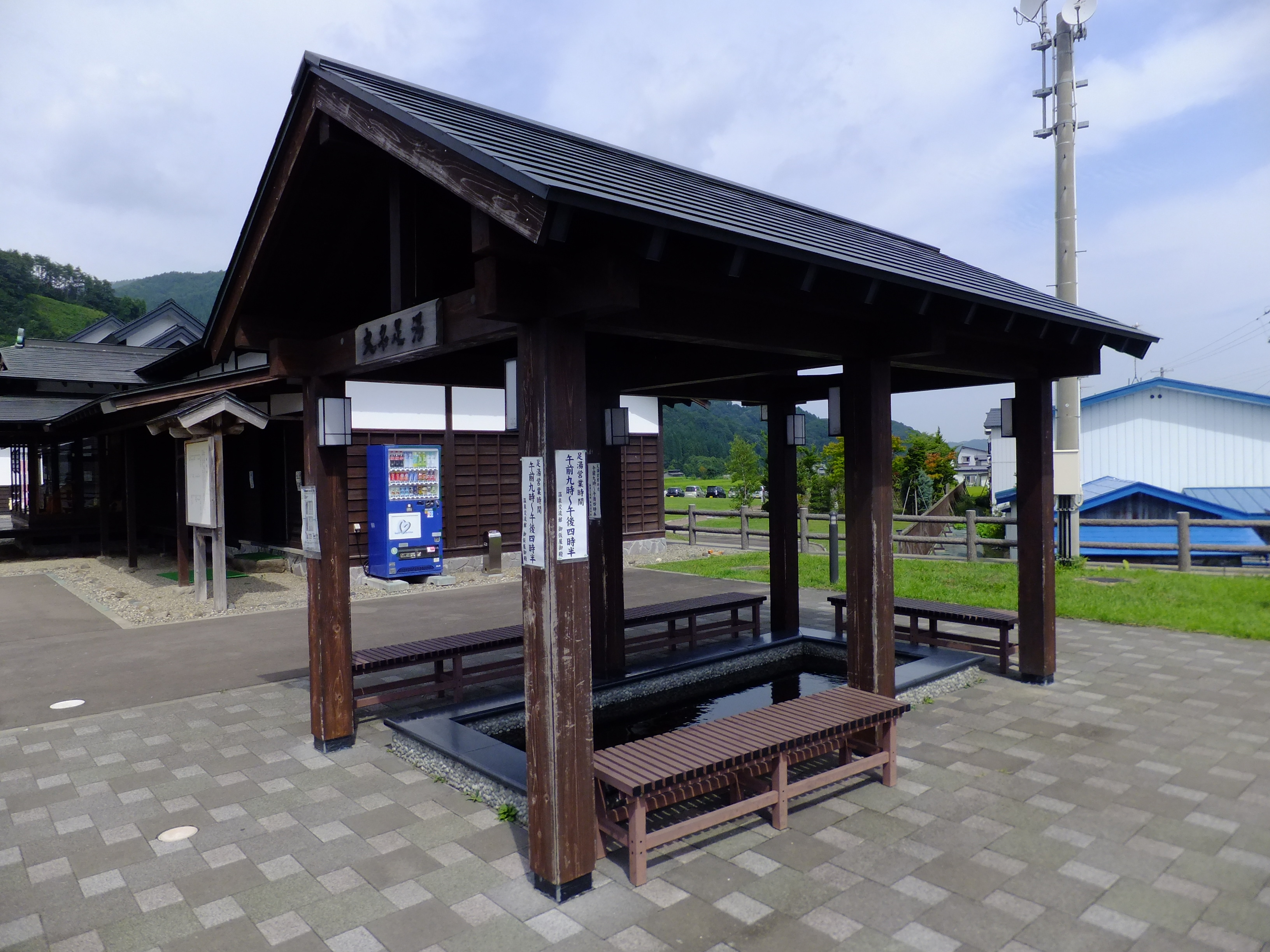
足湯

## アクセス
- 国道7号 - 登録路線
- 青森県道202号碇ケ関大鰐停車場線
- 東日本旅客鉄道（JR東日本）奥羽本線碇ケ関駅から徒歩数分
- 弘南バス「弘前 - 碇ヶ関線」で、終点「道の駅いかりがせき」バス停下車[2]。

## 周辺観光地
- 矢立峠
- 大鰐・碇ヶ関温泉郷県立自然公園
- 碇ヶ関温泉郷
- 湯ノ沢温泉
- 相乗温泉
- 久吉ダム湖畔公園
- 大鰐温泉
- 大鰐温泉スキー場